# Meşr Dasht
Meşr Dasht (persiska: Maşar Dasht, مصر دشت) är en ort i Iran.   Den ligger i provinsen Gilan, i den nordvästra delen av landet, 240 km nordväst om huvudstaden Teheran. Antalet invånare är 614.
Terrängen runt Meşr Dasht är mycket platt. Runt Meşr Dasht är det tätbefolkat, med 659 invånare per kvadratkilometer. Närmaste större samhälle är Rasht, 8,9 km söder om Meşr Dasht. Runt Meşr Dasht är det i huvudsak tätbebyggt.